# Ibtissame Lachgar
Pour les articles homonymes, voir Lachgar.
Ibtissame Lachgar (en arabe : ابتسام لشكر), dite Betty Lachgar, née en août 1975 à Rabat, est une militante des droits humains et féministe marocaine. 
Elle a cofondé le Mouvement alternatif pour les libertés individuelles (MALI), dont elle est la porte-parole, un mouvement féministe universaliste qui œuvre pour les droits des femmes, les droits des LGBT, l’avortement, la liberté sexuelle, et l’instauration d’un État laïc, au Maroc.  Malgré son action en faveur des personnes transgenres, la primauté qu'elle donne au combat féministe sur la base d'une approche biologique lui vaut notamment une forte opposition de certains militants ou militantes transgenres et d'autres féministes, qui la rattachent à la mouvance TERF (féministes radicales excluant les personnes trans).
Le 10 août 2025, elle est arrêtée et placée en garde à vue, puis en détention. Une enquête est ouverte par la justice marocaine.

## Biographie
Née en août 1975 à Rabat au Maroc, Ibtissame Lachgar fait ses études secondaires au lycée Descartes, le lycée français de sa ville natale, avant de déménager à Paris pour suivre de. études supérieures en psychologie clinique, criminologie et victimologie. 
Fille d’un syndicaliste et militant des droits de l’homme, elle est sensibilisée dès son enfance à la question des libertés individuelles.
En 2009, elle cofonde, avec Zineb El Rhazoui, le Mouvement alternatif pour les libertés individuelles (MALI) qui a pour but de défendre les libertés individuelles au Maroc. Depuis, le mouvement a mené plusieurs actions en faveur des libertés individuelles, y compris un pique-nique en pleine journée de Ramadan en 2009 et un kiss-in à Rabat en 2013. Ces actions ont permis d'ouvrir le débat sur les libertés individuelles au Maroc.
Elle défend la communauté lesbienne, gay, bisexuelle et transgenre (LGBT) au Maroc. Elle a participé plusieurs fois à des Marche des fiertés en Europe et à une manifestation avec le mouvement Femen pour le droit au mariage homosexuel. Elle était alors la deuxième femme afro-arabe à se dénuder lors d'une manifestation publique, après l’Égyptienne Aliaa Magda Elmahdy. Elle a mis en place au Maroc la « Journée internationale contre l’homophobie et la transphobie », célébrée le 17 mai.  
Elle est pro-choix, c'est-à-dire qu'elle est en faveur de la légalisation de l'avortement dans son pays. « Pour nous, cette cause est primordiale. Il faut accorder aux femmes le droit de disposer de leurs corps », explique-t-elle au magazine marocain Telquel.
En octobre 2013, elle coorganise un kiss-in à Rabat, pour protester contre l'arrestation des jeunes adolescents après avoir posté, sur Facebook, une photo d'eux en train de s'embrasser, à Nador. Le kiss-in est très médiatisé, et fait scandale dans le pays. Ibtissame défend le kiss-in en expliquant: « Pour nous le message est passé, c'est un succès. Il y a des couples et des célibataires, et les couples se sont embrassés en public. Notre message est qu'il y a des gens qui défendent l'amour, la liberté d'aimer et de s'embrasser librement. Ces gens-là étaient présents aujourd'hui ».
En 2014, elle vit maritalement avec son ami Soufiane Fares bien que la loi marocaine interdise les relations sexuelles hors mariage et les punisse d'un mois à un an de prison. 
En 2016, elle co-fonde Shams France, une association de défense des droits des minorités sexuelles créée sur le modèle de Shams Tunisie, à l'attentions des jeunes LGBTI d'origine maghrébines vivant en France. 
Depuis 2018, elle milite au sein du CAPP (Collectif abolition porno prostitution), un collectif composé de militantes féministes et de survivantes de la prostitution, qui luttent contre toutes les formes d'exploitation sexuelle ou de marchandisation du corps des filles et des femmes. En août 2018, elle est arrêtée à Rabat et passe 24 heures en garde à vue alors qu'elle se rendait dans un commissariat pour dénoncer une agression dont elle aurait été victime.
Elle milite pour la laïcité, s'oppose au port du voile et rejette l'idée qu'il puisse exister un féminisme musulman. Elle est selon le site ressourcesfeministes.fr l'une des premières marocaines à assumer publiquement son athéisme.

### Sur l'articulation entre féminisme et personnes transgenres
En 2022, alors qu'elle est une militante engagée en faveur des droits des personnes transgenres dont elle est le porte-drapeau au Maroc, et qu'elle a aidé des personnes trans marocaines à obtenir l’asile politique en Europe[réf. à confirmer], un court métrage de 3 minutes retraçant sa vie est retiré d'un festival féministe à l'instigation d'une militante trans, qui l'accuse de transphobie parce qu'elle est l'une des 140 signataires d'un manifeste intitulé « Trans : suffit-il de s’autoproclamer femme pour pouvoir exiger d’être considéré comme telle ? ». Cette tribune, rédigée à l'occasion de la lutte contre les féminicides,  soutient  « que les personnes trans ne devraient pas être incluses dans les espaces réservés aux femmes, ni être au centre de l’agenda féministe », et qu'il est nécessaire de « mettre en œuvre des politiques publiques et des mesures correctives qui s’adressent spécifiquement aux femmes », des propos jugés proches de ceux des TERF. La tribune, initialement publiée par le Huffington post, est immédiatement retirée car contenant des « propos transphobes [allant] à l’encontre des valeurs prônées [par le journal] » et généralement dénoncée comme transphobe,, dans un débat opposant les féministes entre elles. Le texte est finalement republié sur Marianne.  La déprogrammation par la Maison des femmes de Montreuil qui organisait le festival est suivie d'inscriptions déclarées transphobes, telles qu'un collage « Maison des Hommes » recouvrant le nom « Maison des Femmes » ou un tag au sol  mentionnant« raciste » .[pertinence contestée]

### Arrestation et poursuites
Le 10 août 2025, elle est placée en garde à vue. Ce n'est pas la première fois qu'elle arbore ce tee-shirt ; toutefois, une semaine plus tard, une vague de comptes anonymes, rattachés selon Le Monde à la mouvance identitaire Moorish, la prend pour cible sur le réseau social, en signalant le post à la la direction générale de la sûreté nationale.  Ibtissame Lachgar déclare avant son arrestation avoir reçu de nombreuses menaces de viol ou de lynchage. 
Le procureur du roi ordonne l'ouverture d’une enquête. L’article 267-5 du Code pénal marocain sanctionne les atteintes intentionnelles à la religion musulmane, aux symboles religieux ou à la divinité par des propos ou publications publiques, avec des peines allant jusqu'à 5 ans d’emprisonnement et une amende de 500 000 dirhams,.  Un procès contre elle s'ouvre le 13 août ; il est est reporté au 27 août à la demande de la défense, mais la demande de son vocate d'une remise en liberté provisoire est rejetée, et Ibtissame Lachgar est incarcérée, à la surprise des observateurs. 
Depuis son arrestation, elle a reçu le soutien aussi bien de personnalités liées à la mouvance de l'extrême droite française comme Mila Orriols ou Marguerite Stern, que de la Fondation des femmes, des Femen ou du Front féministe international .